# Ghichak

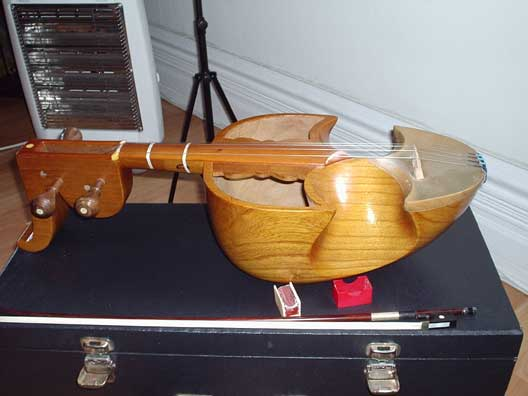
Zijaanzicht van een gjichak

Een ghichak of ghaychak is een vioolachtig snaarinstrument met variërend 2, 3 of 4 snaren. Het heeft een korte hals zonder fretten en wordt gestemd met kwarttonen.
Het is populair instrument in Centraal-Azië en wordt traditioneel bespeeld door Iraniërs, Afghanen, Oezbeken, Oeigoeren, Tadzjieken, Turkmenen en Karakalpakken.
De klankkast is gemaakt van metaal of hout en wordt in het laatste geval gemaakt uit een enkel stuk hout. De hals is meestal gemaakt van wilgen-, abrikozen- of moerbeihout.
Een bekend ghichakspeler uit Noord-Afghanistan is Mehri Maftun.